# Lažne novice
Lažne novice (znane tudi kot neželene novice, psevdo novice ali lažne novice) je oblika novic, ki je sestavljena iz namernih dezinformacij ali prevar, ki se širijo prek tradicionalnih novic (tiskanih in predvajanih) ali spletnih družbenih medijev. Digitalne novice so vrnile in povečale uporabo lažnih novic ali rumenega novinarstva. Ponarejene novice se pogosto odzivajo kot napačne informacije na platformah družbenih medijev in občasno najdejo svojo pot tudi do običajnih medijev. 
Lažne novice se običajno pišejo in objavljajo z namenom zavajanja, škodovanja agenciji, subjektu ali osebi in / ali se tako finančno ali politično okoristili. Za povečanje branosti se pogosto uporablja senzacionalistične, nepoštene ali povsem izmišljene naslove. Podobno zgodbe in naslovi v „klik vabah“ (clickbait) prinašajo oglaševalske prihodke od te dejavnosti. Ustreznost lažnih novic se je v politiki po resnici povečala. Za medijske prodajalne je ključno, da pritegnejo gledalce na svoja spletna mesta, potrebna za ustvarjanje prihodkov od spletnega oglaševanja. Objava zgodbe z lažno vsebino, ki pritegne uporabnike, koristi oglaševalcem in izboljša ocene. Preprost dostop do oglaševalskih prihodkov na spletu, povečana politična polarizacija in priljubljenost družbenih medijev, predvsem Facebook News Feed-a, so vključeni v širjenje lažnih novic, ki tekmuje z legitimnimi novicami. V ustvarjanje in širjenje lažnih novic, zlasti med volitvami, so redno vpleteni tudi mnogi sovražni vladni akterji, ki so po nekaterih raziskavah tudi zelo uspešni. 

## Izvor in pomen besede
Izraz pravzaprav izvira iz konca 19. stoletja, ko so ga časopisi in revije uporabljali za hvaljenje lastnih novinarskih standardov in za napadanje svojih tekmecev. Leta 1895 se je na primer Electricity: priljubljeni električni časopis hvalil, da „nikoli ne kopiramo lažnih novic“.
Pomen besede: gre za lažne zgodbe in novice, ki se širijo po internetu ali uporabljajo druge medije in so običajno ustvarjene za vpliv na politična stališča oziroma kot šalo.

## Zgodovina
Mlajša zgodovina človeštva je polna lažnih novic.
Leta 522 pred našim štetjem po smrti perzijskega cesarja Cambysesa je skupina lovcev moči, ki jih je vodil Darius, razširila lažno novico, da človek, ki je nasledil Cambysesa, ni njegov brat in zakoniti dedič Bardia, ampak uzurpator. Skupina je nato uprizorila upor, ubila »lažnega Bardijo« in krono podelila svojemu poglavarju Dariju.
Prišel je večji kos lažnih novic v obliki zgodbe, ki se je vrtela okoli Aleksandra Velikega, nepremagljivega osvajalca. Menda naj bi živel do zrele starosti 33 let. V samo 10 letih naj bi Makedonci pod njegovo oblastjo osvojili skoraj ves takratni svet od Balkanskega polotoka do Rusije do Indijskega oceana in od Severne Afrike do Indijskega podkontinenta, Srednje Azije in Kitajske. To vključuje razdaljo okoli 40.000 kilometrov. Zgradil naj bi 20 mest, poimenovanih po sebi, vzel štiri žene (že dolgo pred islamom) in „neznano dolgo“ izginil v iskanju vodnjaka večne mladosti.
Zaradi pomanjkanja podatkov o teh čudovitih podatkih, zgodovinari trdijo, da se je značaj nomada prvič pojavil v grški in latinski literaturi že leta 160 pr.n.št.
V času absidskega kalifata, katerega sedež je bil v Bagdadu, so lažne novice širili profesionalni ranconterusi, v arabščini znani kot qas, od tod tudi pregovor „al-qas la yahub al-qas“ (ranconteur ne mara racionarja!). Pod vlado kalifa Wathiqoma je Bagdad štel več kot 100 „qasov“, od katerih so nekateri bogatili in širili lažne novice za bogate in močne pokrovitelje.
Ruska zgodovina je polna lažnih carjev, v javnosti znanih kot psevdo Dimitrij, ki so se pojavili „v času težav“, in zahtevali krono. Uporabljali so medije svojega časa, večinoma so bili to duhovniki, ki so pridigali v cerkvah, in potujoči trgovci. Pogosto je bil rezultat ljudski upor ali državljanska vojna.
Včasih bi lažne novice lahko pomagale prinesti mir. V 15. stoletju sta bili v vojni Španija in Portugalska, ki sta ji vladala dva bratranca. Mir je bil vzpostavljen, ko je portugalski kralj svojemu španskemu bratrancu podelil domnevno bogat mediteranski otok. Ni bilo pomembno, da takega otoka sploh ni bilo in da je bil zemljevid, predstavljen Špancem, eden izmed Serendipov, danes znanih kot Cejlon v Indijskem oceanu.
Pred kratkim so bile lažne novice uporabljene za spodbujanje francoske revolucije iz leta 1789. Revolucionarni voditelji so trdili, da je bil zapor Bastille poln "junaških borcev za narod." Ko pa so stavbo zajeli, je vsebovalo le sedem zapornikov, vsi navadni kriminalci.
Revolucionarji so proti kraljici Marie Antoinette razširili številne lažne novice, tudi tisto o njeni verižici, ki je pozneje navdihnila Aleksandrovo Dumo.
Ko je prišlo do plime, so bile proti voditeljem revolucije uporabljene lažne novice. Robespierreja, najbolj radikalnega od revolucionarnih voditeljev, so obtožili, da se je na skrivaj poročil s hčerko Luja XVI, kot prvi korak k uveljavljanju krone. Za nagrado je dobil giljotino.
Carska tajna služba Okhrana je ponarejene novice izpopolnila v umetnost. Njena mojstrovina so bili tako imenovani Protokoli sionskih starejših, ki je več sto let služil v številnih teorijah zarote.
Leta 1879 je pruski kancler Bismarck uporabil doktorirano različico pogovora med svojim kraljem in francoskim veleposlanikom o španskem kraljevem nasledstvu, da bi Francoze izzval v vojno. Ponarejena različica je nastala v obliki razvpitega telegrama Ems. Francozi so prevzeli vabo in izgubili vojno skupaj s provincami Alzacija in Lorena.
V Veliki Britaniji kot pričanje o lažnih novicah obstaja tako imenovano pismo Zinoviev, poimenovano po takratnem voditelju Kominterne. Daily Mail ga je objavil le štiri pred volitvami leta 1924, da bi sprožil tesnobo pri komunistih, ki jih je nadzirala Moskva, in so nameravali prevzeti oblast prek Laburistične stranke, če bi dobili večino glasov v Domu občine.
V Iranu so bile lažne novice uporabljene za promocijo basni o operativcu CIA z imenom Kermit Roosevelt, ki je v državnem udaru leta 1953 zrušil vlado.
V spominih se Tahia Kazem, vdova egiptovskega predsednika Gamala Abdulja Nasserja, spominja potovanja po Jugoslaviji, ko je njen mož obveščen, da ga je CIA načrtovala, da bi ga ujela na morju na poti domov. To lažno novico so Sovjeti skovali in jo razširili prek Muhammad Hassanein Heikala, nato pa še preko Nasserjevih medijskih sodelavcev. Cilj je bil, da bi Nasser odletel v Moskvo in od tam v Kairo, pri čemer je ZSSR igral zaščitnika.
Lažne novice nimajo vedno političnih ali verskih ciljev. Lahko bi jih uporabili tudi za hiter zaslužek. Leta 1977 je belgijsko podjetje prepričalo francoskega predsednika Valerija Giscarda d'Estainga, da so razvili letalo, ki bi lahko odkrilo naftna polja s pomočjo vohanja. Predsednik jim je nasedel in izkašljal 800 milijonov frankov, ponarejevalci pa so izginili z denarjem in brez vsake sledi.
1983 - Časnik Patriot je objavil članek "AIDS lahko vdre v Indijo: Skrivnostna bolezen, ki jo povzročijo poskusi v ZDA." Lažna zgodba je bila objavljena v večjih časopisih v 50 državah in navajala anonimnega ameriškega znanstvenika, ki nakazuje, da je "Pentagon ustvaril novo smrtonosno bolezen v želji po razvoju novega biološkega orožja."
1991 - Po ameriških novicah se je razširila govorica, da bo truplo Vladimirja Lenina prodalo na dražbi za več milijonov dolarjev. Ruska vlada se je razjezila, urednik Forbesa pa je priznal, da zgodba ni resnična.
2014 - Ruski državni mediji so si med vojno v Donbasu izmislili lažno novico o »Križanem dečku«, v kateri so trdili, da so ukrajinski vojaki v Slovjansku javno križali triletnega dečka. Zgodba je postala en izmed najbolj znanih primerov ruskih lažnih novic in simbol absurdnosti njihove propagande. V prihodnjih letih so skušali širiti tudi druge podobne zgodbe.
2016 - Govorice so Hillary Clinton lažno obtožile, da je v središču trgovine z otroki. #Pizzagate
2017 - Lažno spletno mesto z naslovom The Boston Tribune je poročalo, da bo tašča Baracka Obame dobila denar od vlade za skrb za vnuke, Sašo in Malia. Zgodba je segla do običajnih medijev, a je bila hitro zaprta, saj ni imela dokazov in je bila povsem napačna. Stran s ponarejenimi novicami je bila odstranjena.
Zaradi načina, na katerega je Trump uporabil izraz, je medijska kolumnistka Washington Post-a Margaret Sullivan opozorila kolege novinarje, da je "čas, da se upokoji izraz " lažne novice ", že izgubljen.“ Do konca leta 2018 je izraz „lažne novice", postal beseden in ameriški novinarji, vključno z Inštitutom Poynter, so prosili za opravičila in za umik izdelkov od podjetij, ki uporabljajo izraz. Oktobra 2018 je britanska vlada odločila, da se izraz "lažne novice" ne bo več uporabljal v uradnih dokumentih, ker gre za "slabo opredeljen in zavajajoč izraz, ki povezuje različne napačne podatke, od resnične napake do tujega vmešavanja v demokratični procesi." Temu je sledilo priporočilo Odbora za digitalne, kulturne, medijske in športne zadeve Parlamenta, da se izogiba izrazu.

## Namen in vrste
Namen - Ustvarjene so za širšo skupno rabo na spletu z namenom ustvarjanja prihodkov od oglasov s spletnim prometom ali diskreditacije javne osebe, političnega gibanja, podjetja itd.
Medijska profesorica Melissa Zimdars lažne novice razvrsti v štiri različne kategorije:
1. Lažne, ali redno zavajajoče spletne strani, ki se delijo na Facebooku in družbenih medijih.
2. Spletna mesta, ki lahko krožijo zavajajoče in / ali potencialno nezanesljive informacije.
3. Spletna mesta, ki včasih uporabljajo naslove clickbait-y in opise družbenih medijev.
4. Satirična in / ali komična mesta, ki lahko ponudijo pomembne (in zabavne) kritične komentarje politike in družbe.

Poleg tega The Columbia Journalism Review poroča, da obstajajo še tri vrste lažnih novic:
1. Verodostojno gradivo, uporabljeno v napačnem kontekstu.
2. Spletna mesta novic Imposter, zasnovana tako, da izgledajo kot blagovne znamke, ki jih že poznamo.
3. Manipulirana vsebina.

## Spletne povezave
- http://unesdoc.unesco.org/images/0026/002610/261065e.pdf
- https://apnews.com/NotRealNews
- https://www.wnycstudios.org/shows/otm
- https://www.nytimes.com/2016/11/25/world/europe/fake-news-donald-trump-hillary-clinton-georgia.html
- https://web.archive.org/web/20170426081655/http://newsexaminer.net/paul-horner-news/paul-horner-news-internet-news-satirist-writer-news-examiner/
- http://www.dw.com/en/fake-news-casts-wide-net-but-has-little-effect/a-42029486
- http://fakenews.publicdatalab.org/
- https://novinar.com/novica/vasileios-mezaris-lazne-novice-in-platforma-invid-ko-je-umetna-inteligenca-problem-in-resitev/